# Amanecer zulú
Amanecer zulú (Zulu Dawn) es una película británica de 1979 del género bélico dirigida por Douglas Hickox y con Burt Lancaster, Peter O'Toole, Simon Ward, Bob Hoskins y Denholm Elliott en los roles principales. 
Basada en la novela homónima escrita por Cy Endfield, muestra la derrota británica en la batalla de Isandhlwana en 1879 en Sudáfrica. El escritor y director Cy Endfield, ya había realizado el filme Zulú en 1964.

## Argumento
La película se desarrolla en las colonias inglesas de Sudáfrica, en la provincia de Natal, en enero de 1879. La primera parte gira en torno a los administradores y oficiales de la Colonia del Cabo, destacando la arrogancia suprema de Lord Chelmsford y Sir Henry Bartle Frere, quienes desean crear una vía de transporte cruzando el Imperio zulú, percibido como un atajo hacia la emergente industria minera de la Colonia del Cabo. 
Ansioso por aniquilar a los zulúes, Bartle Frere da un ultimátum imposible a su rey, Cetshwayo, demandándole que disuelva su imperio. Cetshwayo lo rechaza, proporcionando así a la Colonia del Cabo un pretexto para invadir las tierras zulúes. A pesar de las objeciones de los principales miembros de la alta sociedad de la colonia y de Gran Bretaña, Bartle Frere autoriza a Lord Chelmsford a dirigir una fuerza de invasión británica sobre el Imperio zulú.
La segunda parte de la película se concentra en la invasión británica de la tierra zulú y en la consiguiente batalla de Isandhlwana. El ejército británico invasor, cargado con una inmensa cadena de carros de provisiones, invade tierra zulú y marcha en dirección a Ulundi, la capital. Las fuerzas británicas, ávidas de lidiar una gran batalla en la que puedan dar rienda suelta a su tecnología militar rompedora contra el vasto ejército zulú, se vieron progresivamente frustradas ante la negativa zulú de atacar a los británicos, y la contienda se redujo a unas cuantas pequeñas escaramuzas entre exploradores británicos y zulúes. Preocupados porque sus líneas de refuerzo se estaban inquietando y porque el ejército principal zulú estaba demasiado callado, las tropas británicas comenzaron a torturar guerreros zulúes que tenían capturados, en un esfuerzo por enterarse de la localización y las tácticas del ejército zulú. 
Situado a mitad de camino hacia Ulundi, Chelmsford detiene a su ejército al pie del monte Isandhlwana, ignorando el consejo del séquito bóer liderado por el coronel Durnford de atrincherar el campamento y retrasar sus carros de aprovisionamiento, dejándolo peligrosamente expuesto. También ignora información que Durnford recibe de sus propias fuentes sobre planes zulúes de atacar Isandlwana. De esa manera, mientras que Chelmsford lidera un grupo del ejército hacia Ulundi dejando al resto detrás en ese campamento bajo el mando de Durnford, el grueso del ejército zulú ataca luego ese campamento por detrás de Chelmsford. 
Estando el lugar sin fortificaciones y lleno de arrogantes oficiales que no comparten la preocupación de Durnford respecto a la situación, las tropas británicas, a pesar del valiente esfuerzo de Durnford, son masacradas. En la batalla también muere Durnford. Por la noche las tropas de Chelmsford, que recibieron información del ataque vuelven a Isandlwana y, chocados, tienen que ver el desastre con sus propios ojos, un desastre que Chelmsford luego tiene que informar, mientras que parte de los zulúes, por un lado, atacan Rorke's Drift, a medio camino de la colonia del Cabo, y por otro lado, la otra parte, alegre por la victoria, regresa a Ulundi con el botín de la batalla, incluido dos cañones.

## Reparto
- Burt Lancaster - Coronel Durnford
- Peter O’Toole - Lord Chelmsford
- Simon Ward - Teniente William Vereker
- Denholm Elliott - Coronel Pulleine
- Bob Hoskins Colour - Sargento Mayor Williams
- Simon Sabela: Rey Cetshwayo
- James Faulkner: Teniente Melvill
- Peter Vaughan - Q. S. M. Bloomfield

## Comentarios
La novela en la cual se basa la película fue escrita por Cy Endfield,  que colaboró en el guion con Anthony Story y que ya había dirigido Zulú en 1964. 
En tanto que Zulú relataba la victoria británica en Rorke's Drift del 23 de enero de 1879, Amanecer zulú muestra la derrota británica en Isandhlwana, batalla del día anterior, el 22 de enero.
Estrenada en España el 15 de mayo de 1979, en su recorrido por la península, recaudó unas escasas 300.000 pesetas de la época en su primera semana.

## Recepción
La película fracasó comercialmente y marcó también el final de la era de las cintas de aventuras coloniales.